# Planispectrum
A Planispectrum a rovarok (Insecta) osztályának a botsáskák (Phasmatodea) rendjéhez, ezen belül a Heteropterygidae családjához és a Dataminae alcsaládjához tartozó nem.

## Rendszerezés
A nembe az alábbi fajok tartoznak:
- Planispectrum bakiensis
- Planispectrum bengalensis
- Planispectrum cochinchinensis
- Planispectrum hongkongense
- Planispectrum javanense
- Planispectrum pusillus